# Skeneopsis sultanarum
Skeneopsis sultanarum is een slakkensoort uit de familie van de Skeneopsidae. De wetenschappelijke naam van de soort is voor het eerst geldig gepubliceerd in 1983 door Gofas.